# میدان هوایی قلعه نو
 فرودگاه قلعه نو، افغانستان (به انگلیسی: Qala i Naw Airport) یک فرودگاه همگانی با کد یاتا LQN است که یک باند فرود بتن دارد و طول باند آن ۲۱۰۰ متر است. این فرودگاه در شهر قلعه نو، ولایت بادغیس افغانستان قرار دارد و در ارتفاع ۹۰۵ متری از سطح دریا واقع شده است. این فرودگاه کوچک به مردم قلعه نو خدمات رسانی می‌کند. این فرودگاه عمدتاً برای مقاصد نظامی از جمله توسط نیروی هوایی افغانستان (AAF) استفاده می‌شود.